# Kaerimichi wa tōmawari shitaku naru
„Kaerimichi wa tōmawari shitaku naru” (jap. 帰り道は遠回りしたくなる) – dwudziesty drugi singel japońskiego zespołu Nogizaka46, wydany w Japonii 14 listopada 2018 roku przez N46Div..
Singel został wydany w pięciu edycjach: regularnej (CD) i czterech limitowanych CD+DVD (Type-A, Type-B, Type-C, Type-D). Osiągnął 1 pozycję w rankingu Oricon i pozostał na liście przez 85 tygodni. Zdobył status płyty Milion.

## Lista utworów
Wszystkie utwory zostały napisane przez Yasushiego Akimoto.

### Type-A
| CD | CD                                                                                     | CD                 | CD                                    | CD      |
| Nr | Tytuł utworu                                                                           | Kompozycja         | Aranżacja                             | Długość |
| -- | -------------------------------------------------------------------------------------- | ------------------ | ------------------------------------- | ------- |
| 1. | „Kaerimichi wa tōmawari shitaku naru” (jap. 帰り道は遠回りしたくなる)                  | Toshihiko Watanabe | Toshihiko Watanabe, Hirotaka Hayakawa | 4:29    |
| 2. | „Caravan wa nemuranai” (jap. キャラバンは眠らない)                                     | CottON             | CottON                                | 4:09    |
| 3. | „Tsuzuku” (jap. つづく) (wyk. Nanase Nishino)                                          | Makoto Wakatabe    | Makoto Wakatabe                       | 4:28    |
| 4. | „Kaerimichi wa tōmawari shitaku naru” (jap. 帰り道は遠回りしたくなる) (off vocal ver.) | Toshihiko Watanabe | Toshihiko Watanabe, Hirotaka Hayakawa | 4:29    |
| 5. | „Caravan wa nemuranai” (jap. キャラバンは眠らない) (off vocal ver.)                    | CottON             | CottON                                | 4:09    |
| 6. | „Tsuzuku” (jap. つづく) (off vocal ver.)                                               | Makoto Wakatabe    | Makoto Wakatabe                       | 4:28    |

| DVD | DVD                                                                                 | DVD     |
| Nr  | Tytuł utworu                                                                        | Długość |
| --- | ----------------------------------------------------------------------------------- | ------- |
| 1.  | „Kaerimichi wa tōmawari shitaku naru” (jap. 帰り道は遠回りしたくなる) (Music Video) | 5:21    |
| 2.  | „Tsuzuku” (jap. つづく) (Music Video)                                               |         |
| 3.  | „Ikuta Erika” (jap. 生田絵梨花)                                                     |         |
| 4.  | „Inoue Sayuri” (jap. 井上小百合)                                                    |         |
| 5.  | „Etō Misa” (jap. 衛藤美彩)                                                          |         |
| 6.  | „Shiraishi Mai” (jap. 白石麻衣)                                                     |         |
| 7.  | „Hoshino Minami” (jap. 星野みなみ)                                                  |         |
| 8.  | „Matsumura Sayuri” (jap. 松村沙友理)                                                |         |
| 9.  | „Yoda Yūki” (jap. 与田祐希)                                                         |         |

### Type-B
| CD | CD                                                                                     | CD                           | CD                                    | CD      |
| Nr | Tytuł utworu                                                                           | Kompozycja                   | Aranżacja                             | Długość |
| -- | -------------------------------------------------------------------------------------- | ---------------------------- | ------------------------------------- | ------- |
| 1. | „Kaerimichi wa tōmawari shitaku naru” (jap. 帰り道は遠回りしたくなる)                  | Toshihiko Watanabe           | Toshihiko Watanabe, Hirotaka Hayakawa | 4:29    |
| 2. | „Caravan wa nemuranai” (jap. キャラバンは眠らない)                                     | CottON                       | CottON                                | 4:09    |
| 3. | „Nichijō” (jap. 日常)                                                                  | Akira Sunset, Taishi Noguchi | Akira Sunset, Taishi Noguchi          | 4:08    |
| 4. | „Kaerimichi wa tōmawari shitaku naru” (jap. 帰り道は遠回りしたくなる) (off vocal ver.) | Toshihiko Watanabe           | Toshihiko Watanabe, Hirotaka Hayakawa | 4:29    |
| 5. | „Caravan wa nemuranai” (jap. キャラバンは眠らない) (off vocal ver.)                    | CottON                       | CottON                                | 4:09    |
| 6. | „Nichijō” (jap. 日常) (off vocal ver.)                                                 | Akira Sunset, Taishi Noguchi | Akira Sunset, Taishi Noguchi          | 4:08    |

| DVD | DVD                                                                                 | DVD     |
| Nr  | Tytuł utworu                                                                        | Długość |
| --- | ----------------------------------------------------------------------------------- | ------- |
| 1.  | „Kaerimichi wa tōmawari shitaku naru” (jap. 帰り道は遠回りしたくなる) (Music Video) | 5:21    |
| 2.  | „Nichijō” (jap. 日常) (Music Video)                                                 |         |
| 3.  | „Akimoto Manatsu” (jap. 秋元真夏)                                                   |         |
| 4.  | „Itō Riria” (jap. 伊藤理々杏)                                                       |         |
| 5.  | „Umezawa Minami” (jap. 梅澤美波)                                                    |         |
| 6.  | „Saitō Asuka” (jap. 齋藤飛鳥)                                                       |         |
| 7.  | „Takayama Kazumi” (jap. 高山一実)                                                   |         |
| 8.  | „Yamashita Mizuki” (jap. 山下美月)                                                  |         |
| 9.  | „Wakatsuki Yumi” (jap. 若月佑美)                                                    |         |

### Type-C
| CD | CD                                                                                     | CD                 | CD                                    | CD      |
| Nr | Tytuł utworu                                                                           | Kompozycja         | Aranżacja                             | Długość |
| -- | -------------------------------------------------------------------------------------- | ------------------ | ------------------------------------- | ------- |
| 1. | „Kaerimichi wa tōmawari shitaku naru” (jap. 帰り道は遠回りしたくなる)                  | Toshihiko Watanabe | Toshihiko Watanabe, Hirotaka Hayakawa | 4:29    |
| 2. | „Caravan wa nemuranai” (jap. キャラバンは眠らない)                                     | CottON             | CottON                                | 4:09    |
| 3. | „Kokuhaku no junban” (jap. 告白の順番) (wyk. Joshikō Quartet)                          | Jun Abe            | Jun Abe                               | 4:08    |
| 4. | „Kaerimichi wa tōmawari shitaku naru” (jap. 帰り道は遠回りしたくなる) (off vocal ver.) | Toshihiko Watanabe | Toshihiko Watanabe, Hirotaka Hayakawa | 4:29    |
| 5. | „Caravan wa nemuranai” (jap. キャラバンは眠らない) (off vocal ver.)                    | CottON             | CottON                                | 4:09    |
| 6. | „Kokuhaku no junban” (jap. 告白の順番) (off vocal ver.)                                | Jun Abe            | Jun Abe                               | 4:08    |

| DVD | DVD                                                                                 | DVD     |
| Nr  | Tytuł utworu                                                                        | Długość |
| --- | ----------------------------------------------------------------------------------- | ------- |
| 1.  | „Kaerimichi wa tōmawari shitaku naru” (jap. 帰り道は遠回りしたくなる) (Music Video) | 5:21    |
| 2.  | „Kokuhaku no junban” (jap. 告白の順番) (Music Video)                                |         |
| 3.  | „Ōzono Momoko” (jap. 大園桃子)                                                      |         |
| 4.  | „Saitō Yuuri” (jap. 斉藤優里)                                                       |         |
| 5.  | „Sakurai Reika” (jap. 桜井玲香)                                                     |         |
| 6.  | „Satō Kaede” (jap. 佐藤楓)                                                          |         |
| 7.  | „Shinuchi Mai” (jap. 新内眞衣)                                                      |         |
| 8.  | „Nishino Nanase” (jap. 西野七瀬)                                                    |         |
| 9.  | „Hori Miona” (jap. 堀未央奈)                                                        |         |

### Type-D
| CD | CD                                                                                               | CD                 | CD                                    | CD      |
| Nr | Tytuł utworu                                                                                     | Kompozycja         | Aranżacja                             | Długość |
| -- | ------------------------------------------------------------------------------------------------ | ------------------ | ------------------------------------- | ------- |
| 1. | „Kaerimichi wa tōmawari shitaku naru” (jap. 帰り道は遠回りしたくなる)                            | Toshihiko Watanabe | Toshihiko Watanabe, Hirotaka Hayakawa | 4:29    |
| 2. | „Caravan wa nemuranai” (jap. キャラバンは眠らない)                                               | CottON             | CottON                                | 4:09    |
| 3. | „Chopin no usotsuki” (jap. ショパンの嘘つき) (wyk. Erika Ikuta, Mai Shiraishi, Sayuri Matsumura) | Katsuhiko Yamamoto | Katsuhiko Yamamoto                    | 4:08    |
| 4. | „Kaerimichi wa tōmawari shitaku naru” (jap. 帰り道は遠回りしたくなる) (off vocal ver.)           | Toshihiko Watanabe | Toshihiko Watanabe, Hirotaka Hayakawa | 4:29    |
| 5. | „Caravan wa nemuranai” (jap. キャラバンは眠らない) (off vocal ver.)                              | CottON             | CottON                                | 4:09    |
| 6. | „Chopin no usotsuki” (jap. ショパンの嘘つき) (off vocal ver.)                                    | Katsuhiko Yamamoto | Katsuhiko Yamamoto                    | 4:08    |

| DVD | DVD | DVD     |
| Nr  | Tytuł utworu | Długość |
| --- | --- | ------- |
| 1.  | „Kaerimichi wa tōmawari shitaku naru” (jap. 帰り道は遠回りしたくなる) (Music Video)                                                            | 5:21    |
| 2.  | „Chopin no usotsuki” (jap. ショパンの嘘つき) (Music Video)                                                                                     |         |
| 3.  | „Documentary of Nishino Nanase ~Anata to ano kisetsu ni deaete yokatta~” (jap. Documentary of 西野七瀬 〜あなたとあの季節に出逢えてよかった〜) |         |

### Edycja regularna
| CD | CD                                                                                     | CD                 | CD                                    | CD      |
| Nr | Tytuł utworu                                                                           | Kompozycja         | Aranżacja                             | Długość |
| -- | -------------------------------------------------------------------------------------- | ------------------ | ------------------------------------- | ------- |
| 1. | „Kaerimichi wa tōmawari shitaku naru” (jap. 帰り道は遠回りしたくなる)                  | Toshihiko Watanabe | Toshihiko Watanabe, Hirotaka Hayakawa | 4:29    |
| 2. | „Caravan wa nemuranai” (jap. キャラバンは眠らない)                                     | CottON             | CottON                                | 4:09    |
| 3. | „Shiritai koto” (jap. 知りたいこと)                                                    | Hiroshi Sasaki     | Hiroshi Sasaki                        | 4:37    |
| 4. | „Kaerimichi wa tōmawari shitaku naru” (jap. 帰り道は遠回りしたくなる) (off vocal ver.) | Toshihiko Watanabe | Toshihiko Watanabe, Hirotaka Hayakawa | 4:29    |
| 5. | „Caravan wa nemuranai” (jap. キャラバンは眠らない) (off vocal ver.)                    | CottON             | CottON                                | 4:09    |
| 6. | „Shiritai koto” (jap. 知りたいこと) (off vocal ver.)                                   | Hiroshi Sasaki     | Hiroshi Sasaki                        | 4:37    |

## Skład zespołu
| „Kaerimichi wa tōmawari shitaku naru” |
| --- |
| - 1. gen.: Manatsu Akimoto, Erika Ikuta, Sayuri Inoue, Misa Etō, Asuka Saitō, Yūri Saitō, Reika Sakurai, Mai Shiraishi, Kazumi Takayama, Nanase Nishino (środek), Minami Hoshino, Sayuri Matsumura, Yumi Wakatsuki - 2. gen.: Mai Shinuchi, Miona Hori - 3. gen.: Riria Itō, Minami Umezawa, Momoko Ōzono, Kaede Satō, Mizuki Yamashita, Yūki Yoda |

| „Caravan wa nemuranai” |
| --- |
| - 1. gen.: Asuka Saitō (środek), Hina Higuchi, Minami Hoshino - 2. gen.: Hinako Kitano, Ayane Suzuki, Ranze Terada, Miona Hori, Miria Watanabe - 3. gen.: Ito Riria, Renka Iwamoto, Minami Umezawa, Momoko Ōzono, Shiori Kubo, Kaede Satō, Mizuki Yamashita, Yūki Yoda |

| „Nichijō” |
| --- |
| - 1. gen.: Hina Kawago, Kana Nakada, Ami Nōjo, Hina Higuchi, Maaya Wada - 2. gen.: Karin Itō, Junna Itō, Hinako Kitano (środek), Kotoko Sasaki, Ayane Suzuki, Ranze Terada, Rena Yamazaki, Miria Watanabe - 3. gen.: Renka Iwamoto, Shiori Kubo, Tamami Sakaguchi, Reno Nakamura, Hazuki Mukai, Ayano Christie Yoshida |

| „Kokuhaku no junban”                                                   |
| ---------------------------------------------------------------------- |
| - 1. gen.: Manatsu Akimoto, Reika Sakurai, Kana Nakada, Yumi Wakatsuki |

| „Shiritai koto”                                                               |
| ----------------------------------------------------------------------------- |
| - 1. gen.: Minami Hoshino, Asuka Saito - 3. gen.: Mizuki Yamashita, Yūki Yoda |

## Notowania
| Lista                             | Pozycja |
| --------------------------------- | ------- |
| Oricon Weekly Singles Chart       | 1       |
| Oricon Yearly Singles Chart       | 7       |
| Billboard Japan Hot 100           | 1       |
| Billboard Japan Hot Singles Sales | 1       |

## Sprzedaż
| Dane wg         | Sprzedaż   |
| --------------- | ---------- |
| Oricon          | 1 374 320  |
| Billboard Japan | 1 460 632+ |